# Damenrede
Eine Damenrede ist eine Rede, die auf einem Fest auf die Damen oder auf eine einzelne Dame gehalten wird und deren Vorzüge hervorheben soll.
Üblich sind Damenreden vor allem bei Studentenverbindungen, wo sie bei Festen wie dem Kommers zu den Höhepunkten gehören und meist vom Consenior oder auch vom jüngsten Fuchs gehalten werden. Auch auf Festen anderer Vereine wie Schützenvereine, Turnvereine und Musikvereine sowie zu anderen Anlässen wie Stiftungsfesten und Abiturfeierlichkeiten werden Damenreden gehalten.
Eine Damenrede wird oft in Gedichtform vorgetragen, aber auch die Prosaform ist üblich. Sie soll amüsant sein, aber nicht abwertend, vulgär oder obszön. 
Die Damenrede hat ihren Ursprung wahrscheinlich in der Minnerede.